# Хјустаун (Пенсилванија)
Хјустаун (енгл. Hughestown) град је у америчкој савезној држави Пенсилванија.

## Демографија
По попису из 2010. године број становника је 1.392, што је 149 (-9,7%) становника мање него 2000. године.
| Група             | 2000.         | 2010.         |
| Белци             | 1.529 (99,2%) | 1.355 (97,3%) |
| Афроамериканци    | 2 (0,1%)      | 2 (0,1%)      |
| Азијати           | 0 (0,0%)      | 2 (0,1%)      |
| Хиспаноамериканци | 2 (0,1%)      | 25 (1,8%)     |
| Укупно            | 1.541         | 1.392         |